# Curran v. Mount Diablo Council
Curran v. Mount Diablo Council, Boy Scouts of America est un procès qui s'est tenu aux États-Unis à la fin du XXe siècle pour décider si une organisation privée pouvait ne pas autoriser des membres du fait de leur orientation sexuelle.

## Historique
En 1980, un jeune homme de 18 ans, Tim Curran, Eagle Scout au sein de Boy Scouts of America, demanda à devenir assistant au chef-scout. Les membres de Boy Scouts of America, toutefois, avaient récemment appris que Curran était gay après avoir lu une tribune d'Oakland sur la jeunesse gay, dans laquelle Curran était interviewé. Boy Scouts of America refusa le poste à Curran du fait de son orientation sexuelle.
Curran leur fit un procès en 1981, plaidant que Boy Scouts of America violait la loi anti-discrimination de Californie (Unruh Civil Rights Act (en)), qui stipulait « l'égalité d'accès aux avantages, établissements, privilèges et services pour l'ensemble des organisations faisant du business ».

## Décision
La décision fut rendue en 1998, la Cour suprême de Californie statuant en faveur de Boy Scouts of America. La cour expliqua sa décision par le fait que Boy Scouts of America n'était pas considérée comme un « établissement faisant du business » selon la définition de l’Unruh Civil Rights Act (en), et qu'elle ne pouvait pas en l'état demander à BSA de changer ses politiques d'adhésion pour autoriser les homosexuels.

## Sources
- (en) « Curran v. Mount Diablo Council of the Boy Scouts of America » (consulté le 10 juin 2006)